# Marc Schoetter
Marc Schoetter, född den 23 oktober 1889 i Bettembourg, död den 27 april 1955 i Luxemburg, var en luxemburgskbobåkare. Han deltog vid olympiska vinterspelen 1928 i Sankt Moritz och placerade sig på 20:e plats.